# 哈萨克斯坦农业

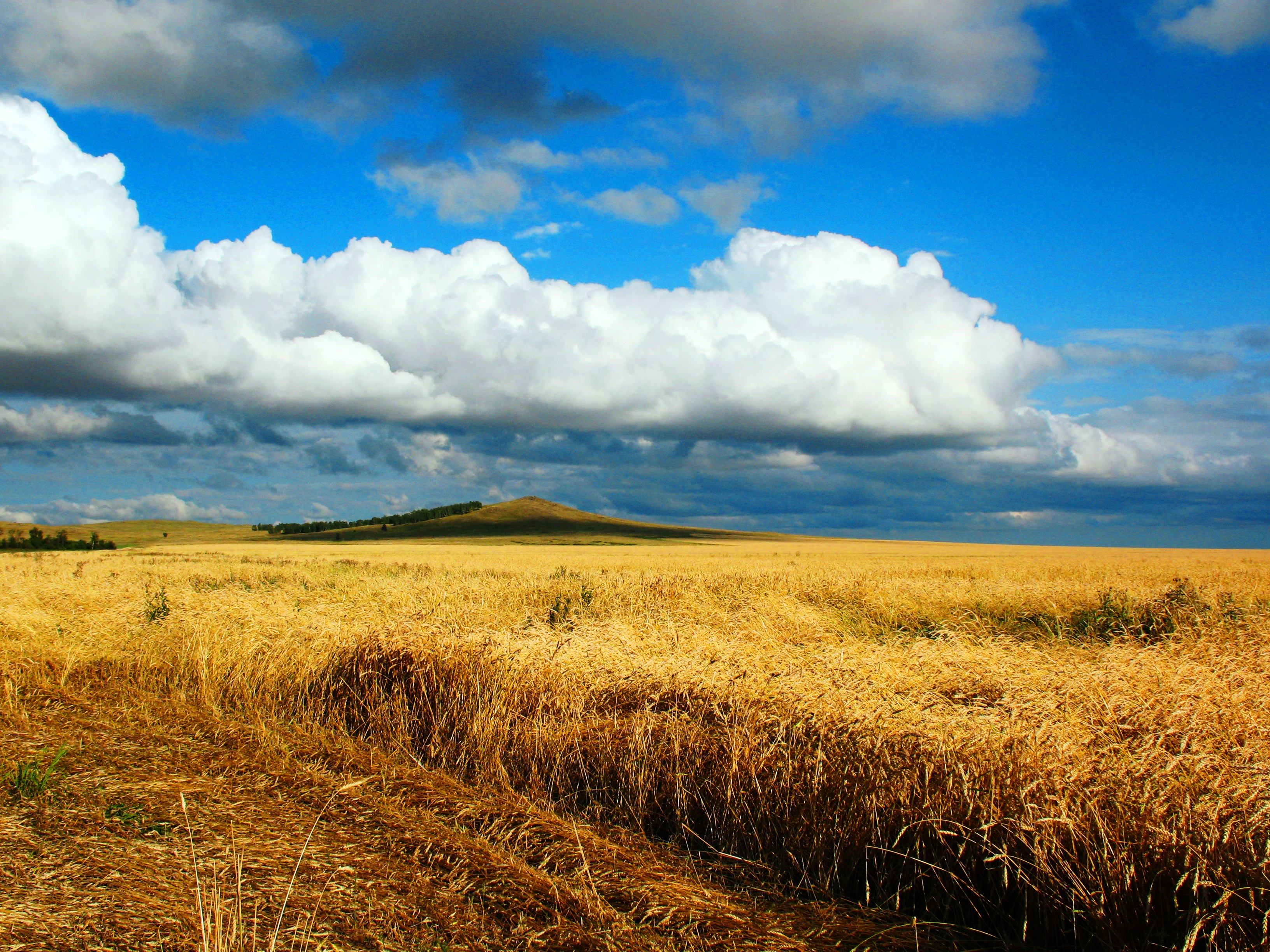
当地一块靠近科克舍套的粮田

哈萨克斯坦农业只是哈萨克斯坦经济的一小部分。农业对该国国内生产总值的贡献在10%以下——为6.7%。该国超过70%的土地被用于农作物和畜牧业，而北美用于农作物的土地比例相对较小。
哈萨克斯坦最盛产小麦，并对国外出口。哈萨克斯坦是世界第六大小麦生产国。哈萨克斯坦的小作物包括大麦，棉花，甜菜，向日葵，亚麻和大米。哈萨克斯坦饲养的动物包括牛，鸡，羊，猪，马和山羊（按数字降序排列）。羊毛，牛奶和鸡蛋是该国的其他主要动物产品。哈萨克斯坦的葡萄酒产自阿拉木图以东的山区。哈萨克斯坦拥有世界上最大的狼群，约有9万头。
2011年，该国粮食收成总量达到创纪录的2690万吨，超过了2009年创下的2100万吨记录。然而由于天气干旱，2012年哈萨克斯坦农业部将作物产量预测下调至仅1400万吨。2015年3月，哈萨克斯坦农业部长表示，哈萨克斯坦过去5年的农业产量几乎翻了一番。他还指出，在此期间农产品出口增加了1.6倍，达到30亿美元。从1995年到2015年，哈萨克斯坦的农业产量增长了41%。农业部报告说，2015年农产品出口额为3.79亿美元。哈萨克斯坦的农业投资在2016年增长了50%，总额为228亿坚戈（6.8696亿美元），而一年前这一数字为1480亿坚戈（4.4592亿美元）。
2015年7月23日，哈萨克斯坦农业部副部长表示，在“农业合作”法律框架内，将对农业合作社实行特殊税收制度。预计该举措将有助于哈萨克斯坦农业部门的发展。

## 国家计划
2013年2月，哈萨克斯坦政府在总理谢里克·艾哈迈托夫主持的会议上批准了一个名为“农业企业—2020”的2013年到2020年农业工业综合体发展的新计划。该计划旨在使该国金融复苏，农工部门的产品、工程、服务可负担性提高；并发展国家农产品生产者支助系统，提高农工综合体国家管理系统的效率。根据该计划，哈萨克斯坦政府于2014年4月批准了一项旨在恢复农业公司健康的方案。2014年上半年，政府计划向二线银行提供1400亿坚戈（7.7亿美元）。

## 合作社融资
2016年，哈萨克斯坦农业部启动了一项计划，旨在为合作社提供融资，帮助农场购买设备，储存和运输产品，提供兽医服务，供应饲料和农用化学品，并帮助贷款。该计划允许157个合作社向15000个农场提供援助。

## 粮食生产
哈萨克斯坦是世界主要的小麦和面粉出口国之一，也是十大小麦生产国之一。哈萨克斯坦的主要谷物作物是小麦。哈萨克斯坦国际出口粮食的趋势越来越明显。2011年，该国实现了创纪录的收成，达到了近2700万吨，使其在2011年到2012年实现了近1500万吨的粮食出口目标。FAS/Astana预测2014年哈萨克斯坦的小麦产量为1450万吨，高于2013年的1390万吨。
2015年7月，哈萨克斯坦国民经济部长YerbolatDossayev宣布，在吉尔吉斯斯坦加入欧亚经济联盟后，哈萨克斯坦将在2020年前将对吉尔吉斯斯坦的粮食和面粉出口量增加50％至60％。他还称，截至2015年7月，两国的贸易额超过10亿美元。

## 长期生产趋势
2013年，哈萨克斯坦农业部发布了“稳定粮食市场”总体规划。规划中显示的一些预测包括：
- 预计所有谷物的播种面积在此期间保持相对稳定，仅略有下降。
- 预计小麦面积预计将从2012年的1350万公顷下降到2020年的1,150万公顷，下降200万公顷（14％）。
- 减产的面积中，大部分预计将被饲料作物取代。饲料作物预计2020年将从280万公顷增加150万公顷（53％）至430万公顷。[11]

## 投资
2014年，哈萨克斯坦农业部门的投资额超过1660亿坚戈，比2013年增加17％。哈萨克斯坦农业部门中大型公司的总体盈利指数为17.7％，而这一数据在2013年同期为4.5％。而2015年哈萨克斯坦的农业投资增长3.4倍，达到1670亿坚戈。

## 伙伴关系
2015年5月23日，联合国粮食及农业组织和哈萨克斯坦农业部签署了一项协议，在该国建立粮农组织伙伴关系和联络处。